# Duellmanohyla
Duellmanohyla (лат.) — род бесхвостых земноводных из семейства квакш.

## Классификация
На ноябрь 2018 года в род включают 8 видов:
- Duellmanohyla chamulae (Duellman, 1961)
- Duellmanohyla ignicolor (Duellman, 1961) — Красно-зелёная квакша
- Duellmanohyla lythrodes (Savage, 1968) — Желтобрюхая квакша
- Duellmanohyla rufioculis (Taylor, 1952) — Рыжеглазая квакша
- Duellmanohyla salvavida (McCranie & Wilson, 1986)
- Duellmanohyla schmidtorum (Stuart, 1954) — Гватемальская квакша
- Duellmanohyla soralia (Wilson & McCranie, 1985)
- Duellmanohyla uranochroa (Cope, 1875) — Белогубая квакша